# Toboliu
Toboliu est une commune roumaine du județ de Bihor, en Transylvanie, dans la région historique de la Crișana et dans la région de développement Nord-Ouest.

## Géographie
La commune de Toboliu est située dan l 'ouest du județ, sur le Crișul Repede, dans la plaine de la Crișana, à la frontière avec la Hongrie et à 20 km à l'ouest d'Oradea, le chef-lieu du județ.
La municipalité est composée des deux villages suivants, nom hongrois, (population en 2002) :
- Cheresig, Körösszeg (961) ;
- Toboliu, Vizesgyán (1 090), siège de la commune.

## Histoire
La commune, qui appartenait au royaume de Hongrie, en a donc suivi l'histoire. C'est le lieu de naissance et de mort du roi Ladislas IV de Hongrie.
Après le compromis de 1867 entre Autrichiens et Hongrois de l'empire d'Autriche, la principauté de Transylvanie disparaît et, en 1876, le royaume de Hongrie est partagé en comitats. Toboliu intègre le comitat de Bihar (Bihar vármegye).
À la fin de la Première Guerre mondiale, l'Empire austro-hongrois disparaît et la commune rejoint la Grande Roumanie au traité de Trianon.
En 1940, à la suite du deuxième arbitrage de Vienne, elle est annexée par la Hongrie jusqu'en 1944. Elle réintègre la Roumanie après la Seconde Guerre mondiale au traité de Paris en 1947.
La commune de Toboliu est née en 2007 de la séparation des villages de Cheresig et Toboliu de la commune de Girișu de Criș.

## Politique
| Période                                  | Période  | Identité    | Étiquette | Qualité |
| ---------------------------------------- | -------- | ----------- | --------- | ------- |
| Les données manquantes sont à compléter. |          |             |           |         |
| 2008                                     | En cours | Pavel Maier | PNL       |         |

| Parti | Parti                                                 | Sièges |
| ----- | ----------------------------------------------------- | ------ |
|       | Parti national libéral (PNL)                          | 6      |
|       | Alliance des libéraux et démocrates (ALDE)            | 2      |
|       | Parti social-démocrate (PSD)                          | 1      |
|       | Union nationale pour le progrès de la Roumanie (UNPR) | 1      |
|       | Parti Mouvement populaire                             | 1      |

## Démographie
En 1910, à l'époque austro-hongroise, les deux villages de Toboliu et Cheresig comptaient 2 360 Roumains (92,12 %), 195 Hongrois (7,61 %) et  6 Slovaques (0 23 %).
En 1930, on dénombrait 3 014 Roumains (97,54 %), 48 Hongrois (1,55 %), 9Juifs (0,29 %) et 15 Roms (0,49 %).
En 2002, la commune comptait 1 912 Roumains (93,22 %), 104 Roms (5,07 %) et 32 Hongrois (1,56 %). On comptait à cette date 900 ménages et 1 812 logements.
| 1880  | 1890  | 1900  | 1910  | 1920  | 1930  | 1941  | 1956  | 1966  |
| ----- | ----- | ----- | ----- | ----- | ----- | ----- | ----- | ----- |
| 1 662 | 1 863 | 2 054 | 2 562 | 2 724 | 3 090 | 3 336 | 3 028 | 3 001 |

| 1977  | 1992  | 2002  | - | - | - | - | - | - |
| ----- | ----- | ----- | - | - | - | - | - | - |
| 2 867 | 2 057 | 2 051 | - | - | - | - | - | - |

## Économie
L'économie de la commune repose sur l'agriculture et l'élevage. La commune compte aussi une fabrique de textiles une fabrique de meubles.

## Communications

### Routes
Toboliu est située sur la route régionale DJ797 qui mène au nord-est vers Girișu de Criș et Oradea et au sud vers Sânnicolau Român et Cefa.

### Voies ferrées
Le village est situé sur l'ancienne voie ferrée Oradea-Vésztő.

## Lieux et monuments
- Tobloiu, église orthodoxe datant de 1908[4] ;
- Cheresig, église orthodoxe datant de 1905[4] ;
- Cheresig, donjon datant du XIIIe siècle.